# Amblyceps
Amblyceps is een geslacht van straalvinnige vissen uit de familie van de slanke meervallen (Amblycipitidae).

## Soorten
- Amblyceps apangi Nath & Dey, 1989
- Amblyceps arunchalensis Nath & Dey, 1989
- Amblyceps caecutiens Blyth, 1858
- Amblyceps carinatum Ng, 2005
- Amblyceps cerinum Ng & Wright, 2010
- Amblyceps foratum Ng & Kottelat, 2000
- Amblyceps kurzii (Day, 1872)
- Amblyceps laticeps (McClelland, 1842)
- Amblyceps macropterus Ng, 2001
- Amblyceps mangois (Hamilton, 1822)
- Amblyceps murraystuarti Chaudhuri, 1919
- Amblyceps platycephalus Ng & Kottelat, 2000
- Amblyceps protentum Ng & Wright, 2009
- Amblyceps serratum Ng & Kottelat, 2000
- Amblyceps tenuispinis Blyth, 1860
- Amblyceps torrentis Linthoingambi & Vishwanath, 2008
- Amblyceps tuberculatum Linthoingambi & Vishwanath, 2008
- Amblyceps variegatum Ng & Kottelat, 2000